# Дискография The Kills
Дискография инди-рок-дуэта The Kills включает в себя шесть студийных альбомов, два концертных альбома, восемь мини-альбомов и двадцать один сингл.
Коллектив был образован в конце 2000 года американской вокалисткой Элисон Моссхарт и британский гитаристом Джейми Хинсом. Переехав в Лондон, Моссхарт придумала название The Kills, а также псевдонимы для себя и коллеги. Первые работы коллектив записывал без посторонней помощи, на дому, используя драм-машины и акустическую гитару. Именно в 2001 году определился стиль дуэта: гаражный рок низкого качества. Дебютная работа Black Rooster EP заинтересовала независимую звукозаписывающую компанию Domino Records, которая впоследствии стала основным лейблом The Kills.
Первая полноформатная пластинка Keep on Your Mean Side привлекла внимание музыкальных критиков, сравнивших пластинку с работами детройтского дуэта The White Stripes. В ней сочетались семплы композиций различных независимых музыкантов, а также строки из песен Пи Джей Харви, Капитан Бифхарт, LCD Soundsystem и Suicide. Но несмотря на признание прессы и формирование поклонников творчества, диск не добился коммерческого успеха, достигнув только 47 позиции в британском национальном чарте. 20 мая 2004 года коллектив приступил к записи нового альбома, который получил название No Wow. В данной работе коллектив отошёл от «гаражного» звучания к постпанк-ривайвлу, что способствовало популяризации музыки Моссхарт и Хинса в Европе. Благодаря концертным выступлениям в США, No Wow стал первым релизом группы, попавшим в чарт Top Heatseekers.
Третий студийный альбом Midnight Boom стал самой коммерчески успешной работой The Kills. Главной причиной продаж и широкого интереса прессы журналисты называли большую популярность дуэта на кабельном телевидении и в кинематографе. Композиции коллектива использовались в сериалах: «90210: Новое поколение», «Сплетница», «Доктор Хаус», в кинофильмах «Дитя человеческое», «Круче не бывает». На волне популярности The Kills приглашались на телепередачи, фестивали и открытия клубов. Слава укрепилась благодаря изданию синглов «U.R.A. Fever» и «Cheap and Cheerful». Подруга Элисон, клипмейкер Софи Мюллер сняла на синглы видиоклипы, впервые за всю историю музыкантов, получившие ротацию на ТВ.
| Сокращения названий стран (по стандарту ISO 3166-1) | Сокращения названий стран (по стандарту ISO 3166-1)                    |                                                                      |
| --- | ---------------------------------------------------------------------- | -------------------------------------------------------------------- |
| \| - AT — Австрия - AU — Австралия - BE — Бельгия - CH — Швейцария \| - DE — Германия - FR — Франция - GB — Великобритания - NL — Нидерланды \| - NZ — Новая Зеландия - SE — Швеция - US — Соединённые Штаты Америки \| |                                                                        |                                                                      |
| - AT — Австрия - AU — Австралия - BE — Бельгия - CH — Швейцария | - DE — Германия - FR — Франция - GB — Великобритания - NL — Нидерланды | - NZ — Новая Зеландия - SE — Швеция - US — Соединённые Штаты Америки |

## Студийные альбомы
| 2003                                           | Keep on Your Mean Side - Дата выхода: 1 апреля - Лейбл: Domino - Форматы: CD, LP, ЦД | 47 | —  | —  | —/—   | —  | —  | —  | 75 | —  | —  | —   |   |
| 2005                                           | No Wow - Дата выхода: 21 февраля - Лейбл: Domino - Форматы: CD, LP, ЦД               | 56 | —  | —  | 28/27 | —  | —  | —  | 22 | 96 | —  | —   |   |
| 2008                                           | Midnight Boom - Дата выхода: 10 марта - Лейбл: Domino - Форматы: CD, LP, ЦД          | 47 | 66 | —  | 13/70 | 56 | —  | 23 | 68 | —  | 56 | 133 |   |
| 2011                                           | Blood Pressures - Дата выхода: 4 апреля - Лейбл: Domino - Форматы: CD, LP, ЦД        | 40 | 31 | 43 | 16/29 | 16 | 33 | 8  | 38 | 32 | 16 | 37  |   |
| 2016                                           | Ash & Ice - Дата выхода: 3 июня - Лейбл: Domino - Форматы: CD, LP, ЦД                | 18 | 15 | 21 | 25    | 14 | 25 | 11 | 51 | —  | —  | 45  | — |
| 2023                                           | God Games - Дата выхода: 27 октября - Лейбл: Domino - Форматы: CD, LP, ЦД            | 66 | 39 | —  | 139   | 70 | 31 | 46 | —  | —  | —  | —   | — |
| Знак «—» означает, что альбом не попал в чарт. |                                                                                      |    |    |    |       |    |    |    |    |    |    |     |   |

## Концертные альбомы
| Год                                            | Альбом                                                                                              | Высшие позиции в чартах | Высшие позиции в чартах | Высшие позиции в чартах | Высшие позиции в чартах | Высшие позиции в чартах | Высшие позиции в чартах | Высшие позиции в чартах | Высшие позиции в чартах |
| Год                                            | Альбом                                                                                              | GB                      | AU                      | DE                      | FR                      | SE                      | US                      |                         |                         |
| ---------------------------------------------- | --------------------------------------------------------------------------------------------------- | ----------------------- | ----------------------- | ----------------------- | ----------------------- | ----------------------- | ----------------------- | ----------------------- | ----------------------- |
| 2013                                           | The Kills Live at Third Man Records - Дата выхода: 25 июня - Лейбл: Third Man - Форматы: LP         | —                       | —                       | —                       | —                       | —                       | —                       |                         |                         |
| 2018                                           | Live at Electric Lady Studios - Дата выхода: 21 апреля - Лейбл: Electric Lady Records - Форматы: LP | —                       | —                       | —                       | —                       | —                       | —                       |                         |                         |
| Знак «—» означает, что альбом не попал в чарт. | |                         |                         |                         |                         |                         |                         |                         |                         |

## Мини-альбомы
| 2002                                           | Black Rooster EP - Дата выхода: 28 мая - Лейбл: Domino - Форматы: LP, CD                        | —  | — | — | — | — | — |
| 2003                                           | Fried My Little Brains - Дата выхода: 3 января - Лейбл: Red Meat Heart Japan - Форматы: LP, CD  | —  | — | — | — | — | — |
| 2005                                           | Run Home Slow - Дата выхода: 3 января - Лейбл: Rough Trade - Форматы: CD                        | —  | — | — | — | — | — |
| 2009                                           | Live Session EP (iTunes Exclusive) - Дата выхода: 20 января - Лейбл: Domino - Форматы: ЦД       | —  | — | — | — | — | — |
| 2009                                           | Black Balloon EP - Дата выхода: - Лейбл: Domino - Форматы: CD                                   | —  | — | — | — | — | — |
| 2011                                           | The Last Goodbye - Дата выхода: 28 февраля - Лейбл: Domino - Форматы: CD                        | 10 | — | — | — | — | — |
| 2017                                           | Echo Home Non-Electric EP - Дата выхода: 26 июля - Лейбл: Domino - Форматы: LP, CD              | 64 | — | — | — | — | — |
| 2024                                           | Happier Than Ever / My Girls My Girls - Дата выхода: 8 ноября - Лейбл: Domino - Форматы: LP, CD | —  | — | — | — | — | — |
| Знак «—» означает, что альбом не попал в чарт. |                                                                                                 |    |   |   |   |   |   |

## Синглы
| Год  | Сингл                           | Позиция в чартах | Позиция в чартах | Позиция в чартах | Позиция в чартах | Позиция в чартах | Позиция в чартах | Альбом                 |
| Год  | Сингл                           | GB               | AU               | DE               | FR               | SE               | US               | Альбом                 |
| ---- | ------------------------------- | ---------------- | ---------------- | ---------------- | ---------------- | ---------------- | ---------------- | ---------------------- |
| 2003 | «Fuck the People»               | —                | —                | —                | —                | —                | —                | Keep on Your Mean Side |
| 2003 | «Fried My Little Brains»        | 55               | —                | —                | —                | —                | —                | Keep on Your Mean Side |
| 2003 | «Pull a U»                      | 80               | —                | —                | —                | —                | —                | Keep on Your Mean Side |
| 2005 | «The Good Ones»                 | 23               | —                | —                | —                | —                | —                | No Wow                 |
| 2005 | «Love Is a Deserter»            | 44               | —                | —                | —                | —                | —                | No Wow                 |
| 2006 | «No Wow»                        | 53               | —                | —                | —                | —                | —                | No Wow                 |
| 2008 | «U.R.A. Fever»                  | —                | —                | —                | —                | —                | —                | Midnight Boom          |
| 2008 | «Cheap and Cheerful»            | —                | —                | —                | —                | —                | —                | Midnight Boom          |
| 2008 | «Last Day of Magic»             | —                | —                | —                | —                | —                | —                | Midnight Boom          |
| 2009 | «Tape Song»                     | —                | —                | —                | 81               | —                | —                | Midnight Boom          |
| 2009 | «Black Balloon»                 | —                | —                | —                | 74               | —                | —                | Midnight Boom          |
| 2009 | «Willow Weep for Me»            | —                | —                | —                | —                | —                | —                | His Way, Our Way       |
| 2011 | «Satellite»                     | —                | —                | —                | —                | —                | —                | Blood Pressures        |
| 2011 | «Baby Says»                     | —                | —                | —                | —                | —                | —                | Blood Pressures        |
| 2011 | «Future Starts Slow»            | —                | —                | —                | —                | —                | —                | Blood Pressures        |
| 2012 | «The Last Goodbye»              | —                | —                | —                | —                | —                | —                | Blood Pressures        |
| 2016 | «Doing It to Death»             | —                | —                | —                | —                | —                | —                | Ash & Ice              |
| 2016 | «Heart of a Dog»                | —                | —                | —                | —                | —                | —                | Ash & Ice              |
| 2016 | «Siberian Nights»               | —                | —                | —                | —                | —                | —                | Ash & Ice              |
| 2018 | «List of Demands (Reparations)» | —                | —                | —                | —                | —                | —                | Неальбомный сингл      |
| 2023 | «New York / LA Hex»             | —                | —                | —                | —                | —                | —                | God Games              |

## Видеоклипы
Данный список составлен на основе информации сайта mvdbase.com.
| Год  | Песня                    | Режиссёр(ы)    |
| ---- | ------------------------ | -------------- |
| 2003 | «Fried My Little Brains» | Грант Джи      |
| 2005 | «Kissy Kissy»            | Морган Лебус   |
| 2005 | «The Good Ones»          | Pojo           |
| 2005 | «Love is a Deserter»     | Марк Дэвис     |
| 2005 | «No Wow»                 | Кеннет Капелло |
| 2007 | «U.R.A. Fever»           | Софи Мюллер    |
| 2008 | «Cheap and Cheerful»     | Софи Мюллер    |
| 2008 | «Last Day of Magic»      | Софи Мюллер    |
| 2008 | «Cheap and Cheerful»     | Софи Мюллер    |
| 2008 | «Tape Song»              | The Kills      |
| 2009 | «Black Balloon»          | Кеннет Капелло |
| 2011 | «Satellite»              | Софи Мюллер    |
| 2011 | «Baby Says»              | Бен Крук       |
| 2012 | «The Last Goodbye»       | Саманта Мортон |

## Саундтреки
В данный список включены лишь официальные саундтреки, содержащие песни The Kills.
| Год  | Фильм               | Альбом                                             | Песня                 |
| ---- | ------------------- | -------------------------------------------------- | --------------------- |
| 2005 | «Круче не бывает»   | Knallhart — Original Soundtrack                    | «Murdermile» «No Wow» |
| 2006 | «Дитя человеческое» | Children of Men Original Motion Picture Soundtrack | «Wait»                |